# WBTS-CD
WBTS-CD（チャンネル15）は、アメリカ・ニューハンプシャー州ナシュアに認可されたクラスAテレビ局で、マサチューセッツ州ボストン地域にNBC番組を放送している。ニューハンプシャー州メリマックのライセンスを受けたテレムンドの放送局WNEU（チャンネル60）と並んで、同ネットワークのNBCオウンド・テレビジョン・ステーションズ部門が所有・運営している。また、地域ケーブルニュースチャンネルのニューイングランド・ケーブルニュース（NECN）と地域スポーツネットワークのNBCスポーツ・ボストンの姉妹局でもある。4つのアウトレットは、マサチューセッツ州ニーダムのBストリート（B Street）にあるNBCUボストン・メディア・センター（NBCU Boston Media Center）のスタジオを共有している。
チャンネル共有の取り決めの下で、同じくニーダムのシーダー・ストリート（Cedar Street）にあるボストンの認可を受けたPBSメンバー局のWGBX-TV（チャンネル44）と送信設備を共有し、他のいくつかのテレビ局やラジオ局でも使用されている。合法的に低電力クラスAライセンスを保持しているが、WGBX-TVのフルパワースペクトルを使用して送信する。これにより、ボストンのテレビ市場全体で完全な受信が保証される。
殆どのローカルケーブルテレビプロバイダーによってチャンネル10で伝送される。したがって、WBTS-CDの放送中のブランディング（2018年以降）は「NBC 10 Boston」として行われている。

## 歴史

### TV13 Nashua
1988年7月29日にナシュアのVHFチャンネル13で「W13BG」として放送が開始された。1996年4月8日にコールサインを「WYCN-LP」に変更した。センター・ブロードキャスティング・コーポレーション・オブ・ニューハンプシャー（Center Broadcasting Corporation of New Hampshire）が所有していた同局は、ナシュア地域の地域コミュニティ番組を放映し、FamilyNetは1日の大半を放映していた。アナログ時代のタワーはリヴィエ大学のキャンパス内の2つの地上貯水池とブラッサード・ホール（Brassard Hall）の間にあり、スタジオは同じキャンパス内のメモリアル・ホール（Memorial Hall）にあった。
WYCN-LPは1999年10月に、ナシュア地域のシステムで、WMFP（チャンネル62）による必携の要求に対応するために、ハロン・ケーブル（Harron Cable）によってほぼドロップされ、この動きは、ナシュアのMediaOneでの伝送自体に影響がなかったとしても、チャンネル13の閉局につながる可能性があった。アデルフィア・コミュニケーションズがシステムを再構築する間、WYDN（チャンネル48）からの追加の必須搬送要求の後、2000年に同局は一時的に停止されたが、ハロンの購入後、最終的にその放送はアデルフィアによって継続された。
WYCN-LPは、ナシュア、マンチェスター、コンコードにある3つの共同所有の中継局と共に、2010年にセンター・ブロードキャスティング・コーポレーション・オブ・ニューハンプシャーによって、ウィリアム・H・ビニーが管理する会社であるニューハンプシャー1ネットワーク（New Hampshire 1 Network）に売却された。取引は2012年1月3日に完了した。その間、ビニーはデリーでWBIN-TV（チャンネル50、現：WWJE-DT）も取得した。売却の結果、年長者の討論を含むWYCNのコミュニティ番組の多くが終了された。同年12月、同局のスタジオはリヴィエ大学から姉妹放送局のWFNQ（106.3 FM）と共有する場所に移動した。
ニューハンプシャー1ネットワークは、2013年1月14日に、WYCN-LPを、マイケル・デルのMSDキャピタルが管理する会社であるOTAブロードキャスティングに売却することを申請した。3つの中継局は契約に含まれておらず、WBIN-TVのサイマル放送を開始した。WYCNの運営は引き続きニューハンプシャー1が担当した。売却時、WYCNはマイ・ファミリーTVと提携していた。連邦通信委員会（FCC）は同年3月22日に売却を承認し、5月20日に完了した。
WYCN-LPは、OTAブロードキャスティングへの売却後すぐにローカル番組の制作を再開しが、2013年6月、コムキャスト（ハロン/アデルフィアとMediaOneの後継）は、WYCNがデジタル事業に変換し放送範囲を拡大するための建設許可を取得していたにもかかわらず、ローカル番組の早期終了、限定された放送範囲、アナログ放送の継続により、8月15日の時点でラインナップから除外されると同局に通知した。コムキャストはその後、視聴者、政治家、ナシュアのパブリック・アクセス放送局からの抗議にもかかわらず、削除の日付を9月3日に延期した。
WYCNのアナログ信号は出力が低いため、放送地域免許であるナシュアの一部にしか到達しなかった。対照的に、そのデジタル信号はマンチェスターとボストンに届くと予想されていた。デジタル施設は2013年12月までに開設する予定だった。建設は、WYCNが使用を計画していたハドソンのメリルヒル（Merril Hill）にある塔からWNDS（現：WWJE-DT）用の元アンテナを撤去するためにヘリコプターを使用する必要があったために延期されたが、この作業は冬の天候により2014年5月に延期された。デジタルへの変換は、2014年10月23日にFCCによってライセンスされ、デジタル信号の開始と同時に、アナログチャンネル13信号がシャットダウンされた。
2018年1月まで、WYCN-CDのオリジナルのデジタル送信所は、ナシュアの南東、ハドソンの田園地帯にあるトライゲート・ロード（Trigate Road）から625フィート (0.191 km)離れた場所にあった。同局の入札前のデジタル信号はUHFチャンネル36で放送される。PSIPを使用することで、デジタルテレビ受信機は、同局の仮想チャンネルを以前のVHFアナログチャンネル13として表示した。

### WBTS-CDとして
WYCN-CDは、FCCのスペクトルオークションの一環として、その周波数権を8,040万ドルで売却した。OTAブロードキャスティングは、同局のためにWGBX-TV（チャンネル44）とチャンネル共有契約を結び、NBCは、2017年10月にチャンネル共有契約とWYCN-CDライセンスを購入することに合意した。同年12月、WYCN-CDはウェブサイトで、「2018年1月16日に現在の周波数での放送を停止し、新しい周波数でNBC Bostonの放送を開始する」と発表した。WYCNの信号はメイン州ポートランドのWGME-TVと重なっており、これも仮想チャンネル13を使用しており、WGMEのオークション後の物理チャンネルが15であるため、WYCNはチャンネル共有の開始に続いて仮想チャンネル15を使用し始めた（仮想チャンネル38はWSBK-TVに割り当てられているため、WGMEのプレオークションチャンネル38はWYCNでは利用できなかった）。
NBCへの売却は2018年1月18日に完了し、WYCN-CDは同じ日にWGBXとのチャンネル共有を開始した。この移行の前に、WSBK-TVの2番目のサブチャンネルでも完全な市場提携を維持していたヒーローズ&アイコンズ（H&I）と提携しており、同局は引き続きH&Iを伝送するが、同ネットワークはWYCN-CDで保持していた低チャンネル番号のケーブル搬送を失った。
2019年8月8日、WBTS-LD（チャンネル8）とWYCN-CDのコールサインが入れ替わり、チャンネル8がWYCN-LDになり、チャンネル15が「WBTS-CD」に変わった。同年8月31日、WYCN-LDは2019年10月の送信所のマサチューセッツ州ノートンへの移転と、ロードアイランド州プロビデンスへの放送地域免許の変更に先立って放送を離れた。WYCN-LDは現在、プロビデンスのテレムンド放送局として機能しており、ボストンエリア唯一のNBC放送局はWBTS-CDのままである。

## 番組
平日に放映されるシンジケート番組は、WBTS-CDのローカル及びネットワークスケジュールによって制限される。『ケリー・クラークソン・ショー』、『アクセス・ハリウッド』、『アクセス・デイリー（Access Daily）』を放映し、これらは全てNBCユニバーサルのシンジケーション部門によって配信される。

### ニュース事業
毎週43時間55分の地元で制作されたニュース番組を放送している（平日：7時間5分、土曜日：3時間半、日曜日：5時間）。さらに、平日午後に放送される30分間のライフスタイル番組『The Hub Today（ザ・ハブ・トゥデイ）』と、日曜日朝に放送される30分間の週刊広報番組『This is New England（ディス・イズ・ニューイングランド）』を制作している。また、ニュースヘリコプター（「SkyRanger」）、ストーム・チェイサーサテライトトラック（「Weather Warrior」）、移動気象レーダー車（「StormRanger」）、消費者問題部門（「NBC 10 Boston Responds」）、調査報道部門（「The Investigators」）も利用している。

#### 注目の現役放送スタッフ
- JC・モナハン（英語版） - アンカー
- ピート・ブシャール（英語版） - 気象学者

## サブチャンネル
デジタル信号は、WGBXのスペクトルを共有することによって多重化される。
| チャンネル | 解像度 | アスペクト比 | ショートネーム | 番組編成              |
| ---------- | ------ | ------------ | -------------- | --------------------- |
| 15.1       | 1080i  | 16:9         | WBTS-CD        | メインWBTS-CD番組/NBC |
| 15.2       | 480i   | 16:9         | Cozi           | Cozi TV               |

## カナダでの放送範囲
WBTS-CDは、カナダ、特にカナダ大西洋州のテレビプロバイダーにアメリカのネットワーク番組を提供するためにアップリンクされているいくつかのボストンのテレビ局の1つである。ボストンの放送ネットワーク関連会社をカナダ東部の大部分で衛星、IPTV、ケーブルテレビサービスで配信し、他のプロバイダーへの衛星アップリンクを介して配信しているカナダの電気通信会社のベル・カナダはカナダ・ラジオテレビ通信委員会（CRTC）にWBTSのメインフィードをCRTCのカナダでの配信が許可された外国テレビチャンネル一覧に追加するよう要求を提出し、ロジャーズ・ケーブルによってカナダ大西洋州のシステム用に追加サポートされた。この要求は、2016年12月20日にCRTCによって承認され、ベル、イーストリンク、TELUS Optik TV、ノア＝デル・ケーブルビジョン（Nor-Del Cablevision）、ロジャーズ、コムストリーム（CommStream）などのWHDHを放送していたテレビプロバイダーは、2017年1月1日、「NBC Boston」の開始とWHDHのNBC提携の終了に合わせて、放送局をWBTSに置き換えた。2019年1月1日、マニトバ州アルトナ、カーマン、モーデン、モリス、ウィンクラーにあるベルMTSのケーブルテレビシステムは、デトロイトのWDIV-TVをWBTSに完全に置き換えた。